# Pierre Sudreau
Pierre Sudreau (Paris, 13 de maio de 1919 - Paris, 22 de janeiro de 2012) foi um político francês. Sua relação com Antoine de Saint-Exupéry durante a infância, ajudou a inspirar o personagem-título do romance O Pequeno Príncipe.